# Upper Duval

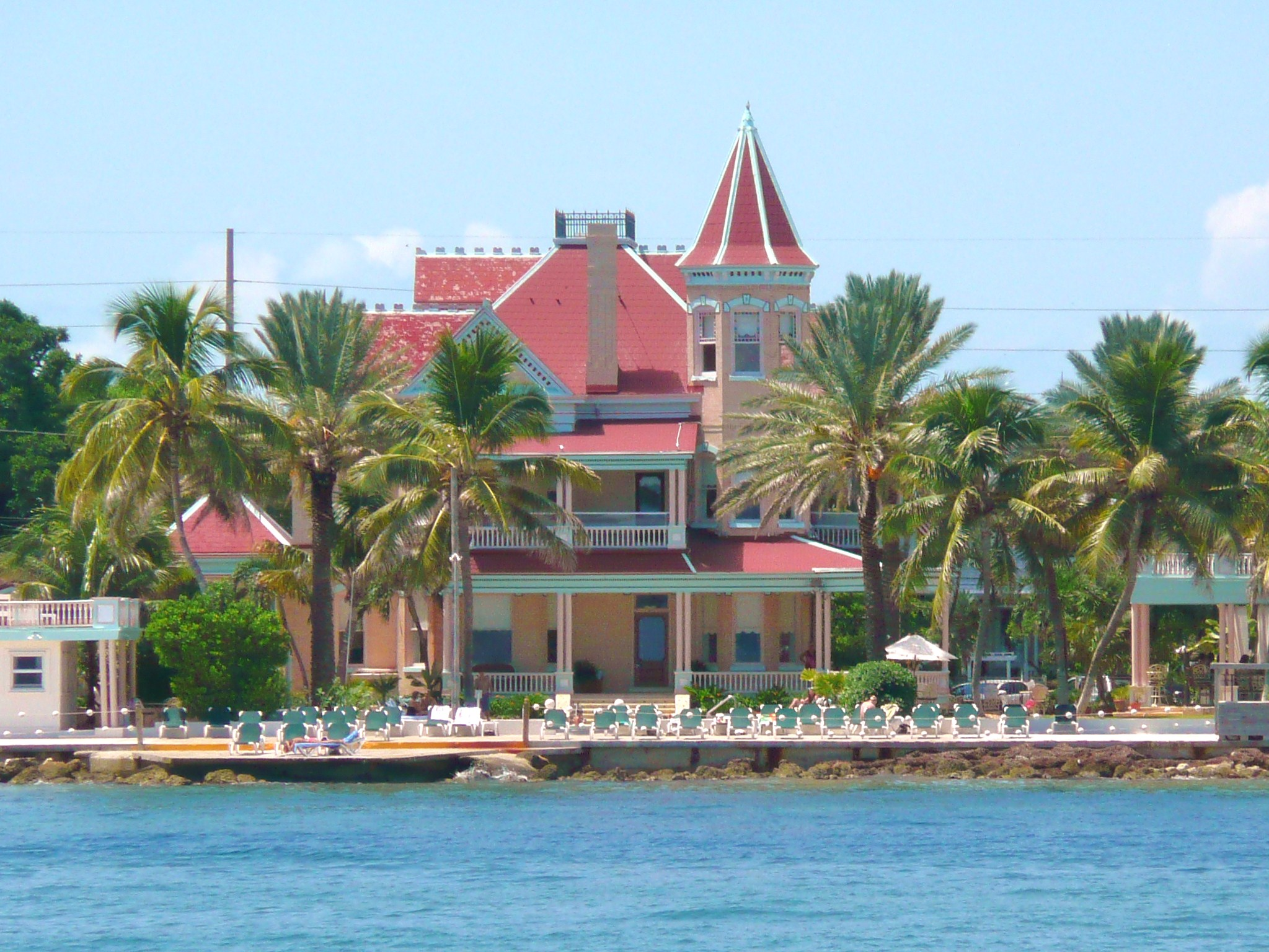
Southernmost House am Atlantik

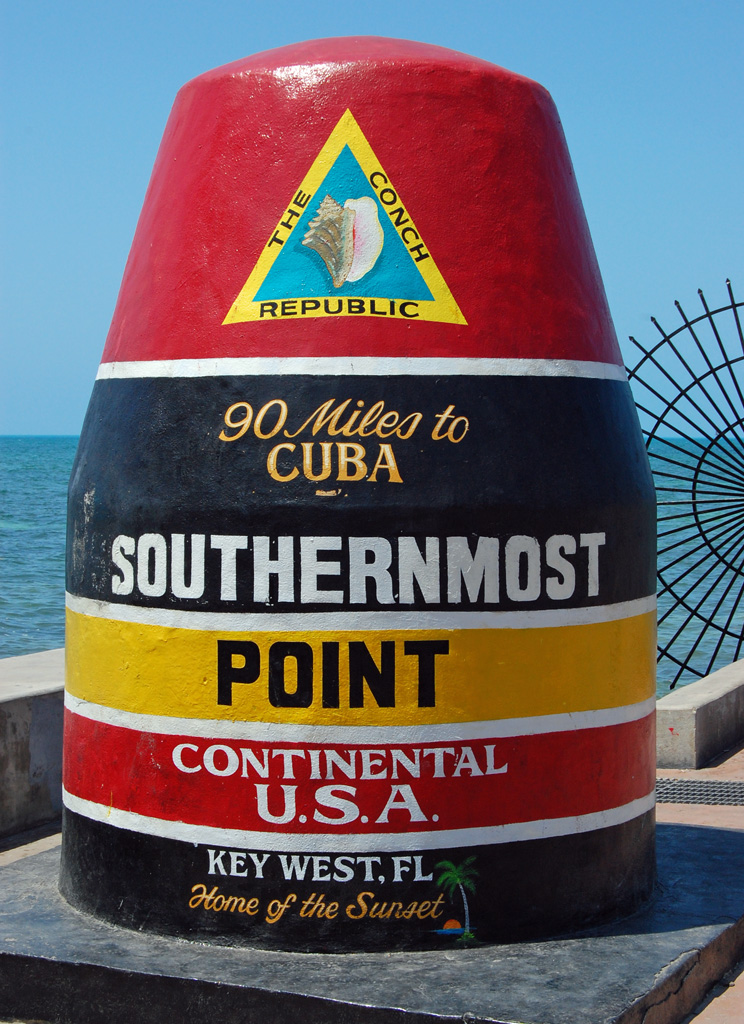
Southernmost Point an der Südküste von Key West

Upper Duval ist ein Stadtviertel von Key West auf der Insel Key West in den Florida Keys. 

## Lage
Es befindet sich am Rand der Insel und wird von der Atlantikküste sowie der Whitehead Street, der Truman und der Vernon Avenue begrenzt. Die 578 Bewohner (2009) des Viertels leben auf 0,31 km².

## Sehenswertes
Zu den Sehenswürdigkeiten des District gehören der Southernmost Point und das Southernmost House, die den südlichsten Punkt der Vereinigten Staaten anzeigen sollen, sowie der Schmetterlingszoo Key West Butterfly and Nature Conservatory.